# Eaman al-Gobory
Eaman al-Gobory  est médecin auprès de l'Organisation Internationale des Migrations, active en Irak. Elle agit pour aider les enfants irakiens mais aussi pour rétablir le service de santé du pays.
Elle obtient, le 10 mars 2008, de la secrétaire d'État des États-Unis, le prix international de la femme de courage.